# Остхајм фор дер Рен
Остхајм вор дер Рен (њем. Ostheim vor der Rhön) град је у њемачкој савезној држави Баварска. Једно је од 37 општинских средишта округа Рен-Грабфелд. Према процјени из 2010. у граду је живјело 3.518 становника. Посједује регионалну шифру (AGS) 9673153.

## Географски и демографски подаци
Остхајм вор дер Рен се налази у савезној држави Баварска у округу Рен-Грабфелд. Град се налази на надморској висини од 300 метара. Површина општине износи 40,8 km². У самом граду је, према процјени из 2010. године, живјело 3.518 становника. Просјечна густина становништва износи 86 становника/km².